# Sinularia elongata
Sinularia elongata is een zachte koraalsoort uit de familie Alcyoniidae. De koraalsoort komt uit het geslacht Sinularia. Sinularia elongata werd in 1970 voor het eerst wetenschappelijk beschreven door Tixier-Durivault. 